# 핫 텁 타임머신 2
《핫 텁 타임머신 2》(영어: Hot Tub Time Machine 2)는 미국에서 제작된 스티브 핑크 감독의 2015년 SF 코미디 영화이다. 롭 코드리, 크레이그 로빈슨, 클라크 듀크, 애덤 스콧, 체비 체이스, 길리언 제이컵스 등이 출연하였다. 《온천탕 타임머신》(2010)의 속편이다.
흥행에 실패해 제작비에 미치지 못하는 극장 수익을 거두었으며, 평단으로부터 대체로 부정 평가를 받았다.

## 출연
- 롭 코드리 - 루 도천 역
- 크레이그 로빈슨 - 닉 웨버 역
- 클라크 듀크 - 제이컵 도천 역
- 애덤 스콧 - 애덤 예이츠 스테드마이어(애덤 주니어) 역
- 체비 체이스 - 온천탕 수리공 역
- 길리언 제이컵스 - 질 역
- 콜렛 울프 - 켈리 예이츠 역
- 비앵카 하스 - 소피 역
- 제이슨 존스 - 게리 윙클 역
- 켈레이 스튜어트 - 코트니 웨버 역
- 쿠마일 난지아니 - 브래드 역
- 조시 힐드 - 테리 역
- 리사 로브 - 본인 역
- 제시카 윌리엄스 - 본인 역
- 크리스천 슬레이터 - 브렛 맥쇼시 역
- 존 큐색 - 애덤 예이츠 역 (미등급판)
- 토머스 레넌

## 기타 제작진
- 세트: 팀 콘
- 의상: 캐럴 컷셜